# Hamilton Steelhawks
Hamilton Steelhawks byl kanadský juniorský klub ledního hokeje, který sídlil v Hamiltonu v provincii Ontario. V letech 1984–1988 působil v juniorské soutěži Ontario Hockey League (dříve Ontario Hockey Association). Založen byl v roce 1984 po přestěhování týmu Brantford Alexanders do Hamiltonu. Zanikl v roce 1988 přestěhováním do Niagara Falls, kde byl vytvořen tým Niagara Falls Thunder. Své domácí zápasy odehrával v hale FirstOntario Centre s kapacitou 17 383 diváků. Klubové barvy byly červená, bílá a černá.
Nejznámější hráči, kteří prošli týmem, byli např.: Paul Laus, Keith Primeau, Shayne Corson, Bob Probert nebo Keith Gretzky.

## Přehled ligové účasti
Zdroj: 
- 1984–1988: Ontario Hockey League (Emmsova divize)